# Dysides platensis
Dysides platensis är en skalbaggsart som beskrevs av Leon Fairmaire 1892. Dysides platensis ingår i släktet Dysides och familjen kapuschongbaggar. Inga underarter finns listade i Catalogue of Life.

## Bildgalleri

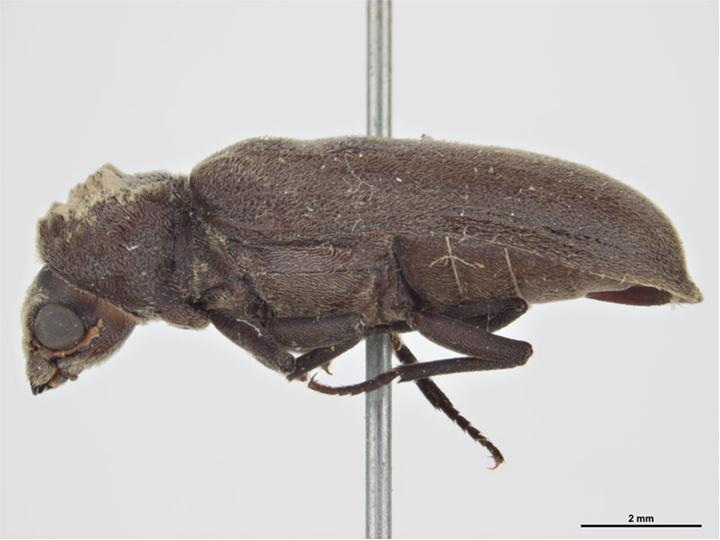